# Robert Besta
Robert Besta (* 18. Juli 1978 in Świętochłowice, Oberschlesien, Polen) ist ein deutscher Schauspieler und Regisseur.

## Leben

### Familie und Ausbildung
Robert Besta wurde in Schwientochlowitz in der Nähe von Kattowitz in Oberschlesien geboren. Er wuchs mit Polnisch als Muttersprache auf. Die Sprache spricht er auch heute noch fließend. Im Jahr 1986 kam er mit seiner Familie nach Deutschland; die Familie zog nach Konstanz. Er spielte Violine im Schulorchester und trat als Schauspieler im Jugendclub des Stadttheaters Konstanz auf. Nach seinem Abitur im Jahr 1999 absolvierte er seinen Zivildienst in der Altenpflege.
Von 2001 bis 2005 absolvierte er sein Schauspielstudium an der Hochschule für Schauspielkunst „Ernst Busch“ in Berlin, das er 2005 mit dem Diplom abschloss. Bereits während seiner Studienzeit spielte er in Berlin Theater. Er trat am Deutschen Theater Berlin in Tod eines Handlungsreisenden (Chor; Regie: Dimiter Gotscheff) und in den Rollen Der Pfau/Mike, der Epigone in Die Vögel (Regie: Christian Weise) auf. Weiters hatte er Engagements am Maxim Gorki Theater, Hebbel am Ufer und 2003 am BAT-Studiotheater der Hochschule für Schauspielkunst „Ernst Busch“. Dort spielte er den Agamemnon in der Orestie (Regie: Agnes Hansch).

### Engagements am Theater
Ab der Spielzeit 2005/06 war er bis 2014 festes Ensemblemitglied am Badischen Staatstheater Karlsruhe. Besta leitete von 2005 bis 2013 den Jugendtheaterclub des Badischen Staatstheaters Karlsruhe.
Bühnenrollen am Badischen Staatstheater Karlsruhe waren in dieser Zeit zunächst u. a. Aumerle in Richard II. (2005; Regie: Thomas Schulte-Michels), Graf von Stein in Das Käthchen von Heilbronn (2005; Regie: Crescentia Dünßer), Orest in Elektra von Sophokles (2006; Regie: Peter Wittenberg), Wang in Der gute Mensch von Sezuan (2006; Regie: Esther Hattenbach), Edmund Tyrone in Eines langen Tages Reise in die Nacht (2007; Regie: Donald Berkenhoff), Mortimer in Maria Stuart (Regie: Boris von Poser), Chorführer in Die Vögel (2007; Regie: Thomas Schulte-Michels), Herzog Orsino in Was ihr wollt (2007; Regie: Peter Wittenberg), die Titelrolle in Der Revisor (2008; Regie: Thomas Schulte-Michels), Tybalt in Romeo und Julia (2008; Regie: Alexander Charim).
Anschließend folgten Doktor in Woyzeck (2008), Erzengel Michael in Der Brandner Kaspar und das ewig’ Leben (2009), Trofimov in Der Kirschgarten (2010; Regie: Johannes Lepper), Sylvain in dem Lustspiel Das Sparschwein von Eugène Labiche (2010; Regie: Thomas Schulte-Michels), Aristan in Die Hermannsschlacht (2011; Regie: Simon Solberg), Verrina in Die Verschwörung des Fiesco zu Genua (2011), Meyer in einer Bühnenfassung des Romans Jakob der Lügner (2012; Regie: Martin Nimz) und Zettel/Pyramus in Ein Sommernachtstraum (2014; Regie: Daniel Pfluger).
2007 erhielt er von der Karlsruher Kunst- und Theatergemeinde den Karlsruher Theaterpreis „Goldener Fächer“, der jährlich an einen am Staatstheater Karlsruhe engagierten Darsteller verliehen wird, in der Kategorie „Bester Nachwuchsschauspieler“. Seit 2014 arbeitet Besta als freier Schauspieler. Am Badischen Staatstheater Karlsruhe tritt er jedoch weiterhin als Gast auf.
Seit der Spielzeit 2015/16 war er festes Ensemblemitglied am Theater Pforzheim. Dort spielte er bisher u. a. Lieutenant Schrank in West Side Story (2015), den Theaterdirektor Dowasz in Sein oder Nichtsein (2015), Mackie Messer in Brecht/Weills Die Dreigroschenoper (2015), Jerry/Daphne in dem Musical Sugar – Manche mögen’s heiß von Jule Styne (2016), Hamlet in der Komödie Rosenkrantz und Güldenstern sind tot von Tom Stoppard (2016) und die Titelrolle im Shakespear’schen Hamlet (2016). 
In der Spielzeit 2018/19 arbeitete Besta am Alten Schauspielhaus in Stuttgart. Als Robert Dudley in Maria Stuart (2018; Regie: Martin Schulze) gab er dort sein Debüt, die Rolle Alain Reille spielte er in Der Gott des Gemetzels (2019; Regie: Folke Braband).
Im gleichen Haus war er in der Spielzeit 2019/20 als Konrad Baumgarten in Schillers Wilhelm Tell (2019; Regie: Klaus Hemmerle) zu sehen.

### Film und Fernsehen
Robert Besta ist seit 2003 in unterschiedlichen Film- und Fernsehrollen zu sehen. Häufig wurde er dabei auf die Rolle des Bösewichts festgelegt. Am Anfang seiner Filmkarriere wirkte Besta in Hochschulfilmen der HFF Potsdam und in Kurzfilmen mit.
2006 spielte er in dem Fernsehfilm Lulu mit Jessica Schwarz in der Titelrolle eine Nebenrolle als Lulus stummer Freier Herr Hunidei. In der ARD-Fernsehserie Heiter bis tödlich: Fuchs und Gans (2012) hatte er eine Episodenrolle als polnischer Handwerker Lukasz Kwieczin. In dem Märchenfilm Der Teufel mit den drei goldenen Haaren (2013) war er der listige, rebellische Graf in der Szene im Wald. In dem deutsch-österreichischen Fernsehfilm Die Holzbaronin (2013) spielte er den russischen Zwangsarbeiter Pawel, der Hetty Seitz (Catherine Flemming) brutal vergewaltigt und nach der Anzeige des Vorfalls erschossen wird. In dem Fernsehfilm Göttliche Funken (2014), einem Moraldrama von Maria von Heland, spielte er die Nebenrolle des Habertheuer, einen ehemaligen Klassenkameraden des männlichen Protagonisten Matthias Fabian (Devid Striesow), mit dem dieser sich prügelt, nachdem Habertheuer in  betrunkenem Zustand anzügliche Bemerkungen über Fabians Jugendliebe Lily Kempen (Jeanette Hain) macht. 2014 spielte er in dem Kurzfilm Nach der Wahrheit, bei dem er Hauptdarsteller war. Er war Joseph, einer der beiden Brüder; sein Partner als Raimund war Marlon Kittel.
In dem Tatort-Krimi Die Sonne stirbt wie ein Tier, dessen Erstausstrahlung im Januar 2015 war, hatte Besta ebenfalls eine Nebenrolle. Er spielte den Drogendealer und Kleinkriminellen Hendrix. Im April 2015 war er im ZDF in dem Fernsehfilm Dresdner Dämonen aus der Fernsehreihe Die Wallensteins zu sehen. Er spielte den tschechischen Drogendealer Grigar. Im Dezember 2015 war er in der ZDF-Krimiserie SOKO Wismar in einer Episodenhauptrolle zu sehen; er spielte den katholischen Pater Markus Zöllner. Außerdem hatte er die Titelrolle des Lehrers Michael Platonow in dem gleichnamigen Fernsehfilm (2015), einer zeitgemäßen Neuverfilmung des Stückes von Anton Tschechow. Im Mai 2016 war er in der Fernsehserie In aller Freundschaft – Die jungen Ärzte in einer Episodenhauptrolle als an Diabetes erkrankter Patient Carsten Siemers zu sehen. 
Seit Februar 2017 ist Besta in der SWR-Serie Die Fallers in einer Serienrolle zu sehen; er spielt den Geschäftsmann Constantin Klumpp, der nach vielen Jahren in sein Heimatdorf im Schwarzwald zurückkehrt. Außerdem übernahm er im Oktober 2017 eine Nebenrolle im ersten „Schwarzwald-Tatort“. In der 17. Staffel der ZDF-Serie SOKO Köln (2018) spielte Besta eine der Episodenrollen, einen tatverdächtigen Großhändler für Tattoo-Materialien. In der 11. Staffel der ZDF-Serie SOKO Stuttgart (2019) übernahm Besta eine der Episodenhauptrollen als tatverdächtiger Getränkefahrer und Kleindealer Chris Angerer. In der 6-teiligen Anwaltsserie Mandat für Mai (2024) hatte Besta eine durchgehende Hauptrolle als lebenskluger tschechischer „Gastarbeiter“ Jaro.

### Sprecher, Regisseur, Musiker
Besta ist auch als Sprecher bei zahlreichen Hörspielen und Radio-Features des SWR und von Deutschlandradio Kultur tätig. Er inszenierte Theaterstücke (Baal, Gerettet von Edward Bond) und ist als Filmregisseur tätig. Er ist Mitbegründer der Band „TERRA BAG“; er ist in der Band als Sänger, Geiger und Keyboarder aktiv. 2021 veröffentlichte er sein erstes Album Misericordia. Robert Besta ist verheiratet, zweifacher Vater und lebt mit seiner Familie in Karlsruhe.

## Filmografie (Auswahl)
- 2003: Una (Kurzfilm; Hochschulfilm)
- 2006: Lulu (Fernsehfilm)
- 2008: Im Wendekreis des Bären (Kurzfilm)
- 2009: Tatort: Borowski und die Sterne (Fernsehfilm)
- 2011: Farfalle (Kurzfilm)
- 2012: Alarm für Cobra 11 – Die Autobahnpolizei (Folge: Hundstage); Fernsehserie
- 2012: Heiter bis tödlich: Fuchs und Gans (Folge: Die Badende); Fernsehserie
- 2013: Die Holzbaronin (Fernsehfilm)
- 2013: Der Teufel mit den drei goldenen Haaren (Fernsehfilm)
- 2014: Göttliche Funken (Fernsehfilm)
- 2014: Nach der Wahrheit (Kurzfilm; Hochschulfilm)
- 2015: Tatort: Die Sonne stirbt wie ein Tier (Fernsehreihe)
- 2015: Die Wallensteins: Dresdner Dämonen (Fernsehreihe)
- 2015: Platonow (Fernsehfilm)
- 2015: SOKO Wismar (Folge: Letzte Hoffnung Kloster); Fernsehserie
- 2016: Letzte Spur Berlin (Folge: Arbeitswut); Fernsehserie
- 2016: Tatort: Fünf Minuten Himmel (Fernsehreihe)
- 2016: In aller Freundschaft – Die jungen Ärzte (Folge: Schöner Schein); Fernsehserie
- 2016: SOKO Leipzig (Folge: Harte Jungs); Fernsehserie
- 2017: Back for Good
- 2017: Morignone; Fernsehserie
- seit 2017: Die Fallers – Die SWR Schwarzwaldserie; Fernsehserie
- 2017: Tatort: Goldbach (Fernsehreihe)
- 2018, 2025: SOKO Köln (Folgen: Tödliche Tattoos, Dartking); Fernsehserie
- 2019: Carlo Gesualdo; TV-Dokumentarfilm
- 2019, 2023: SOKO Stuttgart (Folgen: Der Pechvogel, Alte Schulden); Fernsehserie
- 2020: Und morgen die ganze Welt
- 2021: Der Kroatien-Krimi: Jagd auf einen Toten (Fernsehreihe)
- 2022: Polizeiruf 110: Hildes Erbe (Fernsehreihe)
- 2023: SOKO Leipzig (Folge: Mordsmäßig); Fernsehserie
- 2024: Mandat für Mai; Fernsehserie
- 2024: Bonhoeffer: Pastor. Spy. Assassin.
- 2025: Back in Action